# Magik Four: A New Adventure
Magik Four: A New Adventure is de vierde cd uit de Magik-reeks van DJ Tiësto.
De cd verscheen in 1999.
Net als de rest van de cd's uit deze reeks is ook deze cd een "live turntable mix", oftewel de cd is opgenomen terwijl Tiësto de platen mixte.

## Tracklist
1. Darkstar - Feel Me (5:58)
2. Kamaya Painters - Northern Spirit (4:17)
3. Ambush - Everlast (3:56)
4. Art of Trance - Easter Island (4:02)
5. Arrakis - Aira Force [Main Mix] (5:27)
6. Sean Dexter - Synthetica [Extended Mix] (4:36)
7. Sneaker - Scatterbomb [String Mix] (4:53)
8. Kai Tracid - Your Own Reality (2:22)
9. Vimana - We Came (7:32)
10. Der Dritte Raum - Trommelmaschine (3:33)
11. DJ Tiësto - Sparkles (5:47)
12. Armin - Communication (6:03)
13. Allure - We Ran at Dawn (3:57)
14. Loop Control - Exceptionally Beautiful (4:12)
15. Mox Epoque en Nina - I Feel My [Extended Instrumental] (3:58)
16. Mauro Picotto - Pulsar [Picotto Tea Mix] (3:05)